# Kiyohara no Motosuke
Kiyohara no Motosuke (jap. 清原 元輔; ur. 908 – zm.  990) – japoński poeta okresu Heian, jeden z Trzydziestu Sześciu Mistrzów Poezji; inna wersja jego imienia to Kiyowarano.

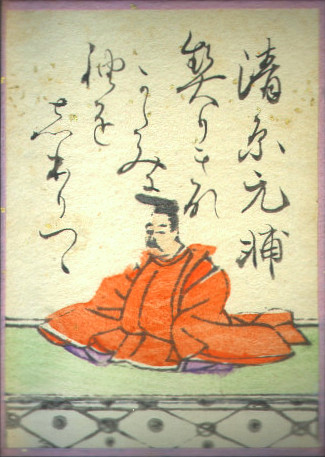
Kiyohara no Motosuke

Pełnił m.in. funkcję gubernatora prowincji Higo. Uznany poeta – w cesarskich antologiach zachowało się ponad sto jego wierszy. Ceniony zwłaszcza za poezję waka. Jest jednym z Nashitsubo no Gonin, czyli kompilatorów zbioru „Gosen Wakashū”.
Ojciec Sei Shōnagon (Sei to sinojapońskie odczytanie Kiyo w imieniu Kiyohara).